# Вильяль, Джонатан
Джонатан Вильяль Осуна (исп. Jonantan Villal Ozuna; род. 6 января 2005, Атланта, Джорджия, США) — мексиканский футболист, полузащитник клуба «Атлетико Сан-Луис».

## Клубная карьера
Вильяль — воспитанник клуба «Атланта Юнайтед». 11 июля 2021 года в матче против дублёров «Спортинг Канзас-Сити» он дебютировал в USL за дублирующий состав. В начале 2024 года Вильяль перешёл в «Атлетико Сан-Луис». 13 января в матче против «Масатлана» он дебютировал в мексиканской Примере. 

## Международная карьера
В 2024 году в составе молодёжной сборной Мексики Монтиэль выиграл домашний молодёжный Кубок КОНКАКАФ. На турнире он сыграл в матчах против команд Гаити, Панамы и  Кубы.

## Достижения
Международные
 Мексика (до 20)
- Победитель молодёжного чемпионата КОНКАКАФ — 2024